# (27837) 1994 PU16
A (27837) 1994 PU16 a Naprendszer kisbolygóövében található aszteroida. Eric Walter Elst fedezte fel 1994. augusztus 10-én.